# Reformierte Kirche Regensberg

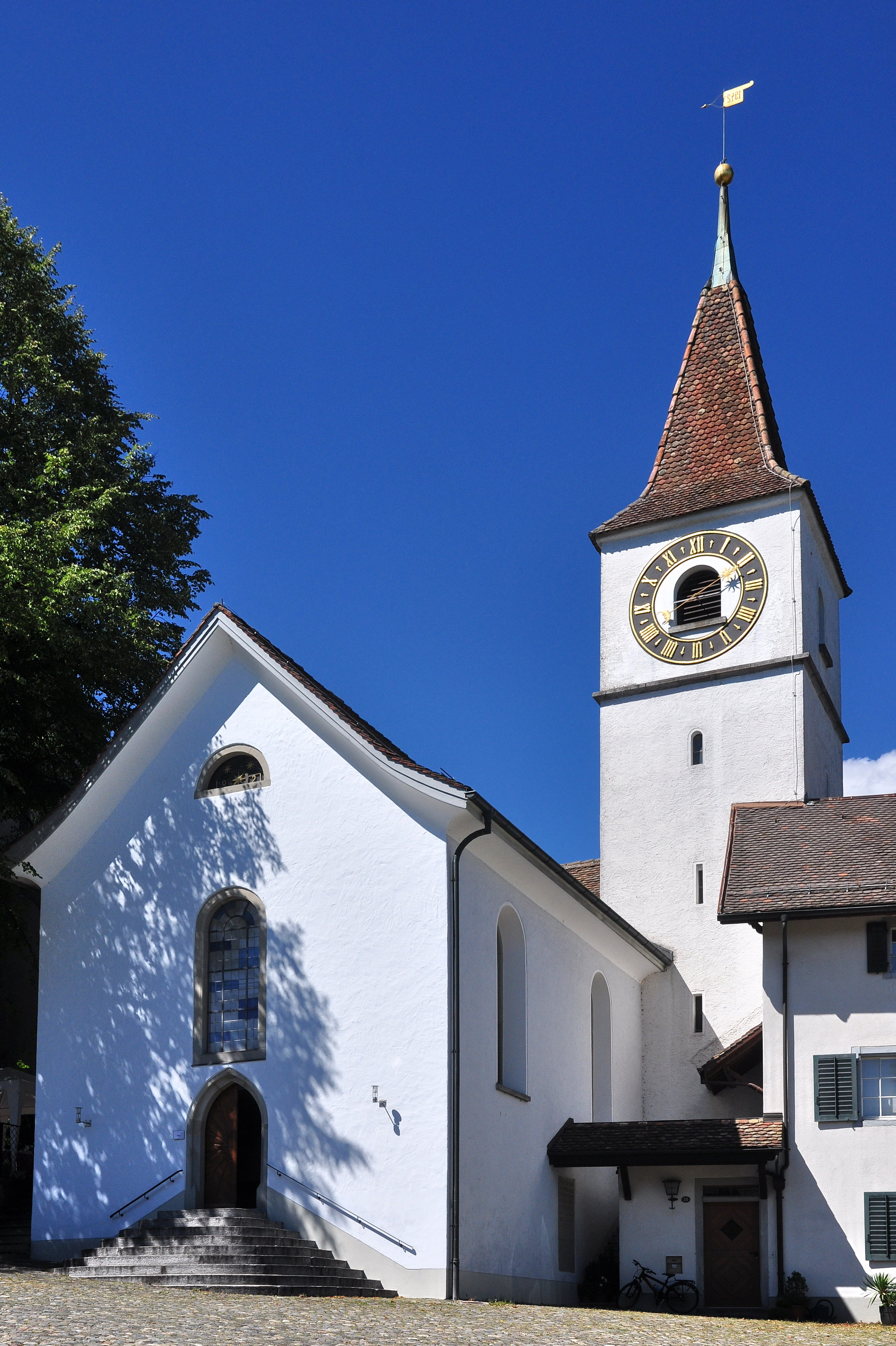
Kirche Regensberg

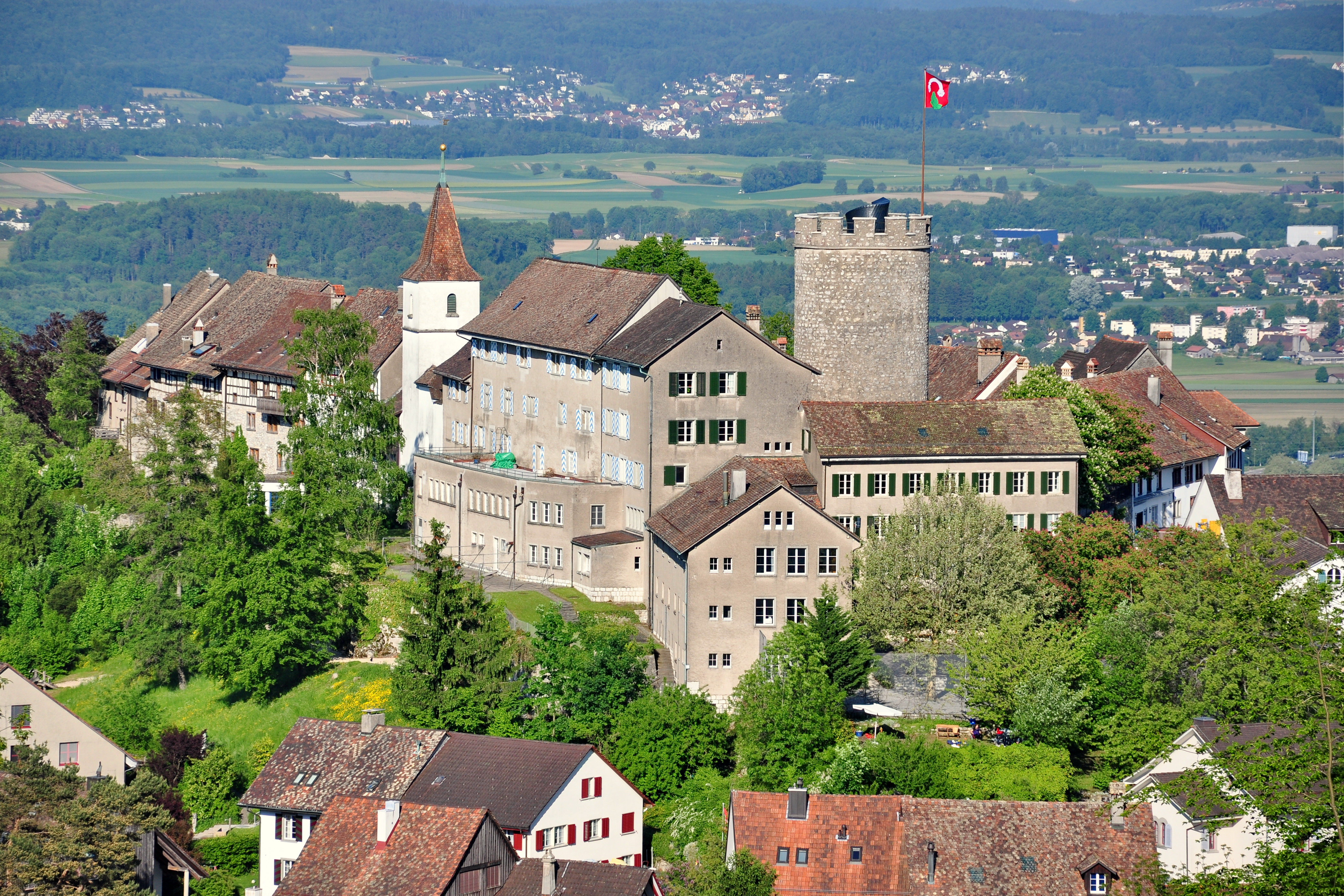
Blick auf das Städtchen mit Kirche und Bergfried

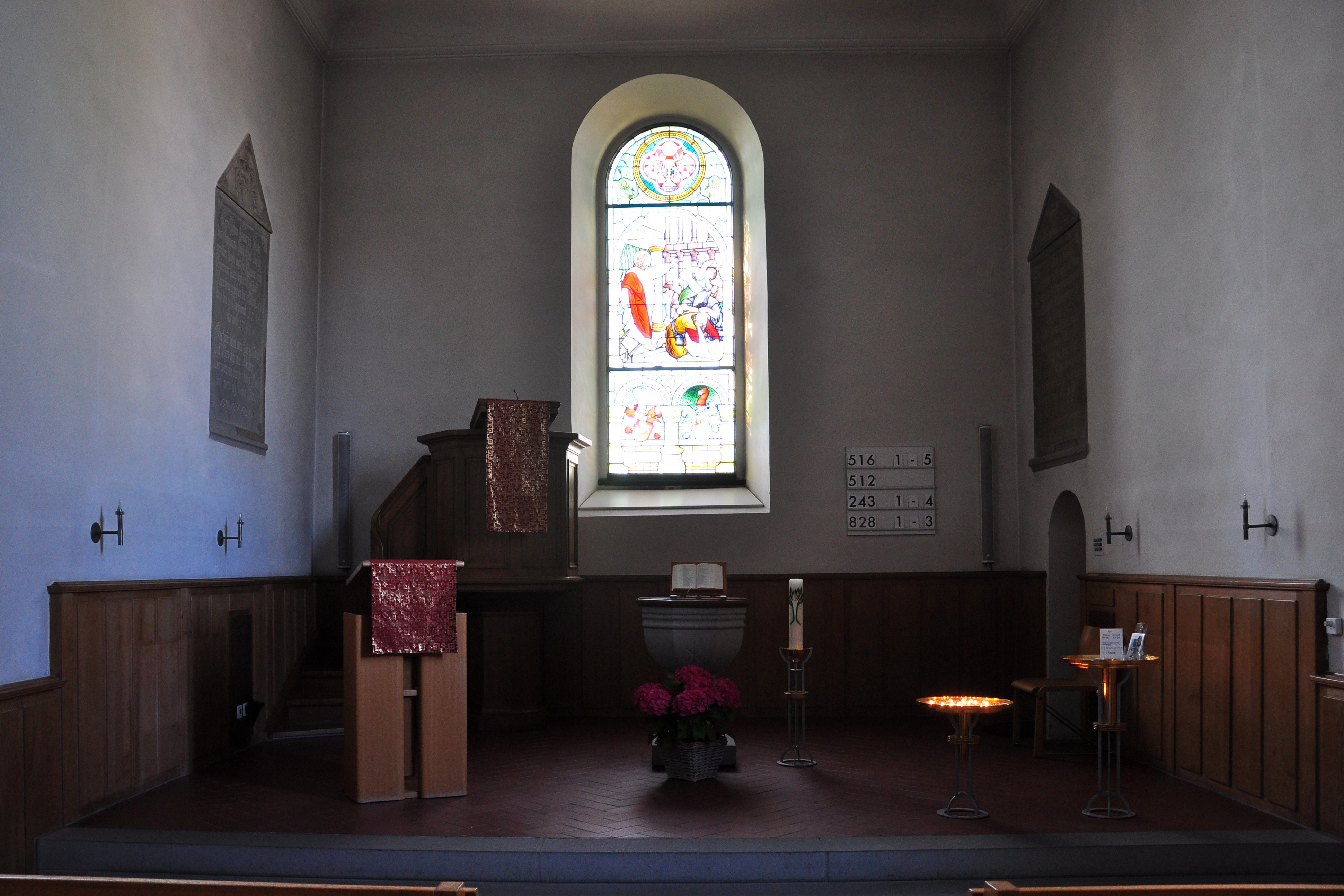
Innenraum

Die Reformierte Kirche Regensberg ist ein reformiertes Kirchengebäude in der Altstadt von Regensberg, Schweiz.

## Geschichte
Die Kirche wurde 1255, elf Jahre nach der Gründung der Stadt, erstmals erwähnt. Sie gehörte aber erst ab dem 14. Jahrhundert zu einer eigenständigen Pfarrei. 1506 wurde ein Neubau errichtet. Das heutige Kirchenschiff stammt aus dem Jahr 1821.

## Beschreibung

### Äusseres
Das älteste erhaltene Bauelement ist der Turm aus dem Jahr 1506. Das oberste Geschoss ist mit Rundbogenfenstern und stadtseitig mit einem Zifferblatt versehen. Mit seinem 1723 errichteten zeltförmigen Spitzturmhelm prägt er die weithin sichtbare Silhouette Regensbergs, zusammen mit dem noch höheren Bergfried der Oberburg.
Im Turm hängen drei Glocken:
- Grosse Glocke, 1491, Ton B
- Mittlere Glocke, 1951 (H. Rüetschi), Ton d
- Kleine Glocke, 1951 (H. Rüetschi), Ton f

### Innenraum
Der Innenraum ist als einfache klassizistische Saalkirche angelegt. Die Decke verfügt über dezente Stuckdekoration aus der Bauzeit. Im Zuge der Innenrenovation von 1953 wurde auf der Empore eine neue Orgel der Firma Metzler Orgelbau sowie ein neuer, schlichter Ambo angeschafft.
Zwei Epitaphien für Regensberger Landvögte des 18. Jahrhunderts sind erhalten. Beim Taufstein handelt es sich um eine Kopie des spätgotischen Originals. Das zentrale Farbglasfenster wurde 1911 durch Louis Hérion im Stil der Neorenaissance geschaffen. Es zeigt die Vertreibung der Händler aus dem Tempel nach (Mt 21,12–16 ) sowie christliche Symbole.

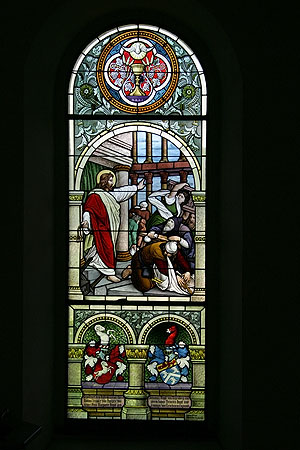
Farbglasfenster